# IArxiu
L'iArxiu és una eina per a la gestió i preservació de documents electrònics a les administracions públiques catalanes.
Va ser desenvolupat pel Consorci Administració Oberta de Catalunya. És un repositori digital destinat per custodiar i conservar documents o expedients electrònics, de manera fiable, on la seva tramitació ha finalitzat (documentació semiactiva) i restarà pendent la seva eliminació o conservació permanent.
Davant la consideració d’aspectes com la conservació, la gestió, l’autenticitat i la integritat dels documents lligats amb el concepte d’administració pública, apareix el repte que suposa la integració de tots ells a l'entorn digital i en cadascuna de les fases del cicle de vida d’un document, tenint presents aspectes com: les mesures de conservació dels documents digitals han de ser equivalents a la importància atorgada al material en suport paper; la percepció per part de l’usuari de tenir incertesa sobre el valor judicial d’un document digital tot i comptar amb la corresponent signatura electrònica; o la manca de coneixement o la inexistència de normes o estàndards pot dificultar la interacció de l’individu amb el document electrònic.
El sistema permet establir competències sobre el manteniment dels elements digitals durant llargs períodes, organitzar i gestionar el contenidor d’informació i la mateixa informació que hi ha dipositada. Tècnicament es basa en estàndards acceptats, assegurant així l’accés, la gestió i la seguretat dels documents emmagatzemats i ofereix les garanties legals amb relació a les normatives tècniques i jurídiques.

## Funcionalitats
L'iArxiu proporciona una sèrie de funcions generals basades en els estàndards internacionals i, de manera especial, en les àrees funcionals del model OAIS, concretament les relacionades amb les activitats vinculades al material emmagatzemat. A partir d’aquestes, es poden identificar les corresponents utilitats:

### Funció d’adquisició d’objectes digitals
Ús de preparació i enviament d’objectes digitals: Recull el procediment anterior a la recepció i tractament de documents per part del servei. Normalment es produeix en el sistema de l’usuari final, ja que aquest actua com a productor de l'evidència electrònica o preservació. Funcionalitats: recopilació de l'expedient a introduir; recopilació de metadades; elaboració peticions de transferències d’arxiu; aprovar, rebutjar i acceptar sol·licituds de transferència de documents o expedients.
Ús ingrés d’objectes digitals: Tracta tota la fase d’incorporació d’un nou objecte. Funcionalitats: Recepció de sol·licitud d’arxiu; validació de l’objecte rebut; producció de paquet arxiu; producció de descripcions del paquet; actualització de l’arxiu.

#### Funció de gestió
Ús d’assegurament d’evidència electrònica: Contempla les funcions que tenen com a objectiu disposar d’un objecte amb evidència electrònica. Funcionalitats: Gestació d’evidència electrònica; indexació de data i hora; extensió de la validesa criptogràfica de l'evidència electrònica; verificació permanent de la validesa de l'evidència electrònica.
Ús de custòdia i preservació: Abasta les accions destinades a controlar i fer el seguiment de la custòdia i preservació del recursos digitals. Funcionalitats: Seguiment de la comunitat designada d’usuaris; seguiment dels formats tecnològics; programació de polítiques de preservació; desenvolupar plans per a paquets d’arxiu i plans de migració de dades; establir l'eliminació d’objectes digitals.
Ús de dipòsit fiable: Correspon a tots els recursos que permeten disposar del dipòsit, les corresponents tasques de custòdia, preservació i evidència electrònica, en unes condicions de seguretat. Funcionalitats: Recepció de dades, recuperació de dades, gestió de la jerarquia d’emmagatzematge; substitució de medis d’emmagatzematge; control d’errors; recuperació de desastres; administració de la base de dades; execució de consultes a la base de dades; generació d’informes; actualització de la base de dades.
Ús de la configuració i administració: Cobreix les funcions relacionades amb la configuració i administració del sistema. Funcionalitats: negociació d’acords amb l’usuari; gestió de la configuració del sistema; actualització de la informació de l’arxiu; establiment de normatives i polítiques; execució de peticions programades; auditoria del sistema; atenció a l’usuari.

#### Funció d’accés/disseminació
Ús de l’accés a objectes arxivats: Garantir als destinataris l’accés als documents amb les modificacions corresponents. Funcionalitats: gestió de la petició d’accés de l’usuari final; coordinació d’activitats d’accés; generació de paquets de difusió; lliurament de respostes; processament de les respostes a l’usuari final.
Ús testifical d’evidència electrònica: Funcionalitats: Recopilació de dades evidencials, expedició de còpies autèntiques, elaboració d’informe judicial; descàrrega de l’informe d’evidència.

#### Funció d’interoperabilitat
Ús de la recol·lecció de metadades: Recull les funcionalitats essencials per sol·licitar metadades al sistema en un entorn orientat a l’intercanvi de metadades entre arxius. Funcionalitats: selecció de documents digitals; agrupació de metadades.
Ús d’exposició per a la recol·lecció de metadades): Permet la consulta de la informació vinculada a un paquet d’informació (information package – IP) en un entorn orientat a l’intercanvi de metadades entre arxius. Funcionalitats: exposició de metadades; elaboració de llistes de metadades; enviament de metadades.

## Avantatges[12]
- Dota a les administracions públiques d’un repositori digital el qual permet extrapolar les funcions dels arxius tradicionals als documents electrònics en fase semiactiva o històrica.

- Utilització d’un conjunt de politiques destinades a la gestió i conservació dels documents digitals durant les diferents fases del seu cicle de vida.

- La col·laboració de l’Agència Catalana de Certificació afavoreix el traspàs a la custòdia i l’arxiu del document amb les garanties jurídiques i el procediments de gestió corresponents.

- El sistema de seguretat integra un conjunt de controls que asseguren la perdurabilitat dels recursos desats durant els terminis establerts, consolidant elements com l’autenticitat, la protecció, la integració i descartant possibles incidències (intencionades o no) com pèrdues o modificacions.

- Permet garantir la validació permanent de les signatures electròniques que integren els documents electrònics.

## Consideracions tècniques
En la preservació de la documentació digital, resulta essencial definir, configurar i implementar la manera en què s'organitzaran els diferents elements a conservar en un contenidor. Si es vol tenir una entitat en un contenidor sobre la qual es pugui accedir i visualitzar els documents, resultarà imprescindible que en el mateix dipòsit estiguin units els objectes digitals i les corresponents metadades.
Seguint les directrius OAIS es poden identificar tres tipus d’entitats, anomenades contenidors o paquets d’informació, segons la fase del cicle de vida del document:
- Paquet d’informació de transferència (PIT): documents transferits pels productors de la documentació. Fa referència als continguts destinats a ser preservar i les metadades destinades a facilitar en la recuperació, tractament i preservació del contingut.

- Paquet d’informació d’arxiu (PIA): una vegada els PIT entren a l’arxiu, se’ls assignen una sèrie de controls per garantir que la seva integritat, autenticitat i idoneïtat segueixen els requisits de conservació. En aquesta fase, es podrà afegir altres metadades o establir un procés de migració a un altre format. Per acabar, aquest paquet d’informació quedarà emmagatzemat al repositori.

- Paquet d’informació de consulta (PIC): es tracta de la còpia del PIA que produeix el sistema quan l’usuari realitza una còpia sobre el document emmagatzemat.

L'iArxiu treballa amb l'esquema METS com a format d’ingrés i consulta de paquets d’informació. La decisió d’escollir aquest model per codificar metadades d’objectes digitals en format XML es deu al fet que permet:
- Estructurar la documentació de manera flexible (document o expedient).

- Utilitzar diferents diccionaris o vocabularis de metadades.

- Creixement del paquet a mesura que s'apliquen processos de migració als fitxers.

- Especificar els fitxers, tant de forma incrustada en base64 com vinculats externament.

- Generar un paquet d’informació autònom i documentat en format XML, independent del sistema, sense dependències tecnològiques de l’aplicació que el va generar. Inclou:

1. Els continguts a preservar.
2. Metadades descriptives, administratives i estructurals

Els vocabularis de metadades que els usuaris han d’emplenar per ingressar un paquet d’informació de transferència (PIT) varien en funció de si es tracta d’un expedient o d’un únic document o una signatura:
| Expedients o unitats documentals compostes |
| ------------------------------------------ |
| codi_referencia                            |
| numero_expedient                           |
| codi_classificacio                         |
| titol_serie_documental                     |
| nivell_descripcio                          |
| títol                                      |
| data_obertura                              |
| data_tancament                             |
| nom_productor                              |
| unitat_productora                          |
| descripcio                                 |
| descriptors                                |
| documentacio_relacionada                   |
| tipus_relacio                              |
| classificacio_seguretat_acces              |
| sensibilitat_dades_LOPD                    |

| Documents integrats en expedients |
| --------------------------------- |
| codi_referencia                   |
| numero_document                   |
| títol                             |
| data_creacio                      |
| nivell_descripcio                 |
| suport                            |
| nom_productor                     |
| unitat_productora                 |
| descripcio                        |
| descriptors                       |
| tipus_document                    |
| classificacio_seguretat_acces     |
| sensibilitat_dades_LOPD           |
| nivell_classificacio_evidencial   |
| document_essencial                |

| Documents que no formen part d’un expedient |
| ------------------------------------------- |
| codi_referencia                             |
| codi_classificacio                          |
| titol_serie_documental                      |
| numero_document                             |
| títol                                       |
| data_creacio                                |
| nivell_descripcio                           |
| suport                                      |
| nom_productor                               |
| unitat_productora                           |
| descripcio                                  |
| descriptors                                 |
| tipus_document                              |
| classificacio_seguretat_acces               |
| sensibilitat_dades_LOPD                     |
| nivell_classificacio_evidencial             |
| document_essencial                          |

| Signatura               |
| ----------------------- |
| identificador           |
| identificador_document  |
| tipus_signatura         |
| format_signatura        |
| data_signatura          |
| data_validacio          |
| evidencia_validacio     |
| nom_signatari           |
| identificador_signatari |
| organitzacio            |
| unitat_organica         |
| politica_signatura      |

## Usuaris
Aquest servei està destinat a totes aquelles administracions públiques catalanes que tinguin la necessitat de preservar documents electrònics a llarg termini i necessitin fer-ho amb plenes garanties d’accés, disponibilitat, legalitat, autenticitat i integritat dels continguts a custodiar.
A data de febrer del 2014, hi ha 47 ens que fan servir iArxiu:
Ajuntament d'Amposta, Ajuntament d’Arenys de Munt,Ajuntament de Badalona, Ajuntament de Calella, Ajuntament de Castellbisbal, Ajuntament de Castellfollit de la Roca, Ajuntament de les Planes d'Hostoles, Paeria de Lleida, Ajuntament de Manlleu, Ajuntament de Miravet, Ajuntament de Montblanc, Ajuntament de Premià de Mar, Ajuntament de Reus, Ajuntament de Sabadell, Ajuntament de Sant Adrià del Besos, Ajuntament de Sant Boi de Llobregat, Ajuntament de Sant Feliu de Pallerols, Ajuntament de Sant Feliu Sasserra, Ajuntament de Sant Joan les Fonts, Ajuntament de Sant Just Desvern, Ajuntament de Santa Pau, Ajuntament de Santa Perpètua de Mogoda, Ajuntament de Terrassa, Ajuntament de Viladasens, Ajuntament d'Oristà, Consell Comarcal de la Conca de Barberà, Consell Comarcal de la Garrotxa, Consell Comarcal de la Noguera, Consell Comarcal de la Ribera d'Ebre, Consell Comarcal de la Selva, Consell Comarcal de la Terra Alta, Consell Comarcal de l'Alt Empordà, Consell Comarcal de l'Anoia, Consell Comarcal de les Garrigues, Consell Comarcal del Baix Penedès, Consell Comarcal del Maresme, Consell Comarcal del Pla d'Urgell, Consell Comarcal del Solsonès, Consell Comarcal del Vallès Occidental, Consell Comarcal del Vallès Oriental, Consorci de l'Habitatge de l'Àrea Metropolitana de Barcelona, Departament de Governació i Relacions Institucionals, Departament de la Presidència, Departament d'Economia i Finances, Diputació de Girona, EADOP, Universitat de Girona.